# Pauline Chaponnière-Chaix
Pauline Chaponnière-Chaix ( Ginebra, Suiza, 1 de noviembre de 1850 – Ginebra, 6 de diciembre de 1934, cuyo nombre completo era Pauline Adèle Chaponnière Chaix  fue una religiosa, enfermera y feminista suiza.

### Infancia y juventud
Sus padres fueron Adèle Françoise Chaponnière y Paul Georges Gabriel Emile Chaix , era la mayor de cuatro hermanos, si bien hubo una hermana mayor que ella -Jeanne Pauline- fallecida a los dos meses de edad-, de una familia culta de clase media.
Asistió poco a la escuela pero todavía muy pequeña aprendió sola a leer y además una amiga de sus padres le enseñó inglés. A los quince años vivió en Alemania durante un año. y el 4 de julio de 1968 se casó con el banquero Édouard Chaponnière, un primo lejano que era diez años mayor, quien debido a un trastorno psíquico fue internado en una institución y falleció en 1878.

### Ingreso a la comunidad religiosa
A los dos años de enviudar, Pauline Chaponnière-Chaix dejó Suiza para ingresar a la Casa de diaconisas de Reuilly (Paris) perteneciente a la Fundación Diaconisas de Reuilly, una comunidad religiosa protestante fundada en 1841 en Paris por el pastor Antoine Vermeil y Caroline Malvesin dedicada además a actividades sanitarias, médico-sociales y sociales cuyas integrantes provenían de diversas corrientes del protestantismo: reformistas, luteranos, bautistas, menonitas, Ejército de Salvación. 
Pauline Chaix se dedicó inicialmente a los niños de familias desfavorecidas en tanto adquiría formación para ocuparse de los delincuentes, lo que incluyó conocer la Prisión de San Lázaro, una cárcel-hospital que tenía detenidas y condenadas, prostitutas –sean detenidas u hospitalizadas- y jóvenes encerradas a pedido de sus padres por aplicación de los artículos 66 y 67 del Código Penal 
En vista de la preparación que había adquirido en la materia, le propusieron la dirección de la prisión de Doullens, en el Somme en la cual:

« El servicio es penoso para el físico, doloroso en la moral. Es necesario acompañar las tareas de los prisioneros en el patio en todos los climas, ejercer una vigilancia constante con los reclusos ocupados con la fabricación de corsés y, varias veces a la semana, dormir en la celda con vigilancia de los dormitorios.»

Agotada, deja esta función para tomar la dirección de "Abrazos", un pensionado para jóvenes mujeres protestantes ubicada en Versailles y aprovecha para adquirir al mismo tiempo una formación en enfermería. Afectada de un grave reumatismo, se vio obligada a pedir una licencia por tiempo ilimitado que luego se transformó en renuncia. Volvió a Suiza y se instaló en el chalé que había hecho construir su esposo dominando el lago Lemán, en la comuna de Collombey-Muraz entre las de Céligny y Crans sobre la Costa valdense.

### Actividad por el sufragio femenino
En la época en que vivió en París, Pauline Chaponnière-Chaix frecuentó y trabó relación con  Sarah Monod, fundadora de las Conferencias de Versailles, que originaron el  Consejo de Mujeres Francesas (CNFF) en 1901, Julie Siegfried y, sobre todo, con Adrienne Avril de Sainte-Croix, quienes presidieron el CNFF de 1910 a 1912, 1912 a 1922 et 1922 a 1932, respectivamente.
Ya de regreso a Suiza, Pauline Chaponnière-Chaix se vinculó con las feministas ginebrinas y, alentada por Émilie Lasserre, por ese entonces presidenta de la Unión de Mujeres de Ginebra, ingresó a la asociación y ejerció su presidencia de 1902 a 1905. Durante los años de la Primera Guerra Mundial fue vicepresidenta de la Unión de mujeres francesas y junto con Émilie Gourd, un « taller de costura » para proporcionar trabajo a mujeres en dificultades y ayudar a todos con obras de auxilio. Desde 1896 fue Secretaria del Comité de Organización del Primer Congreso de los Intereses Femeninos que se llevó a cabo en Ginebra en 1900; a continuación de ese Congreso fue fundada ese año la Alianza de sociedades femeninas suizas (ASF), que Pauline Chaponnière-Chaix presidió de 1904 a 1911 y de 1916 à 1920. En 1921 tuvo lugar el Segundo Congreso de los Intereses Femeninnos que organizó en Berna junto a Helene von Mülinen y Camille Vidart, que ella presidió.
Pauline Chaponnière-Chaix también fue Suffragette; con Auguste de Morsier y Camille Vidart, fue miembro fundador en 1907 de la Asociación ginebrina por el voto femenino. En una entrevista publicada en Le Mouvement féministe en 1914, explicó cómo devino sufragista: « Era el 22 de marzo de 1896, y el rechazo por el electorado ginebrino de la iniciativa peticionando que fueran cerrados los prostíbulos de la ciudad me convenció de la necesidad  absoluta, del deber, incluso, de toda mujer consciente de su misión en el terreno moral, de reclamar y obtener el derecho a voto. Me di cuenta ese día, ante una cuestión que nos afecta ante todo a las mujeres –que somos las primeras víctimas de esa odiosa institución que se trataba de abolir- de nuestra impotencia absoluta de hacer oír nuestras voces, esas voces reclamando más justicia, más pureza, –por numerosas que fueran-  si no contaban a la hora de adaptarse las decisiones populares».
En enero de 1919, la Alianza de sociedades femeninas suizas (ASF), que Pauline Chaponnière-Chaix presidía, decidió en una asamblea general extraordinaria fijar posición frente al sufragio femenino. « Dos de sus fundadoras,  Hélène de Mülinen y Madame Chaponnière, tuvieron a su cargo exponer el tema, cada una en su idioma. Lo hicieron con una autoridad, una convicción, una fe, que lograron un voto unánime, y el hecho más significativo era que la Alianza estaba compuesta por las asociaciones más diversas, con un buen número de ellas sin relación aparente con el sufragio».
Bajo el impulso de Pauline Chaponnière-Chaix, la ASF se afilió en 1903 al Consejo Internacional de Mujeres. En 1908 organizó la asamblea extraordinaria de esa asociación en Ginebra y consiguió de las autoridades el uso del salón del Gran Consejo (el Parlamento ginebrino). Cuando en 1920 renunció  la presidenta del CIF, Lady Aberdeen, Pauline Chaponnière-Chaix la reemplazó hasta 1922.

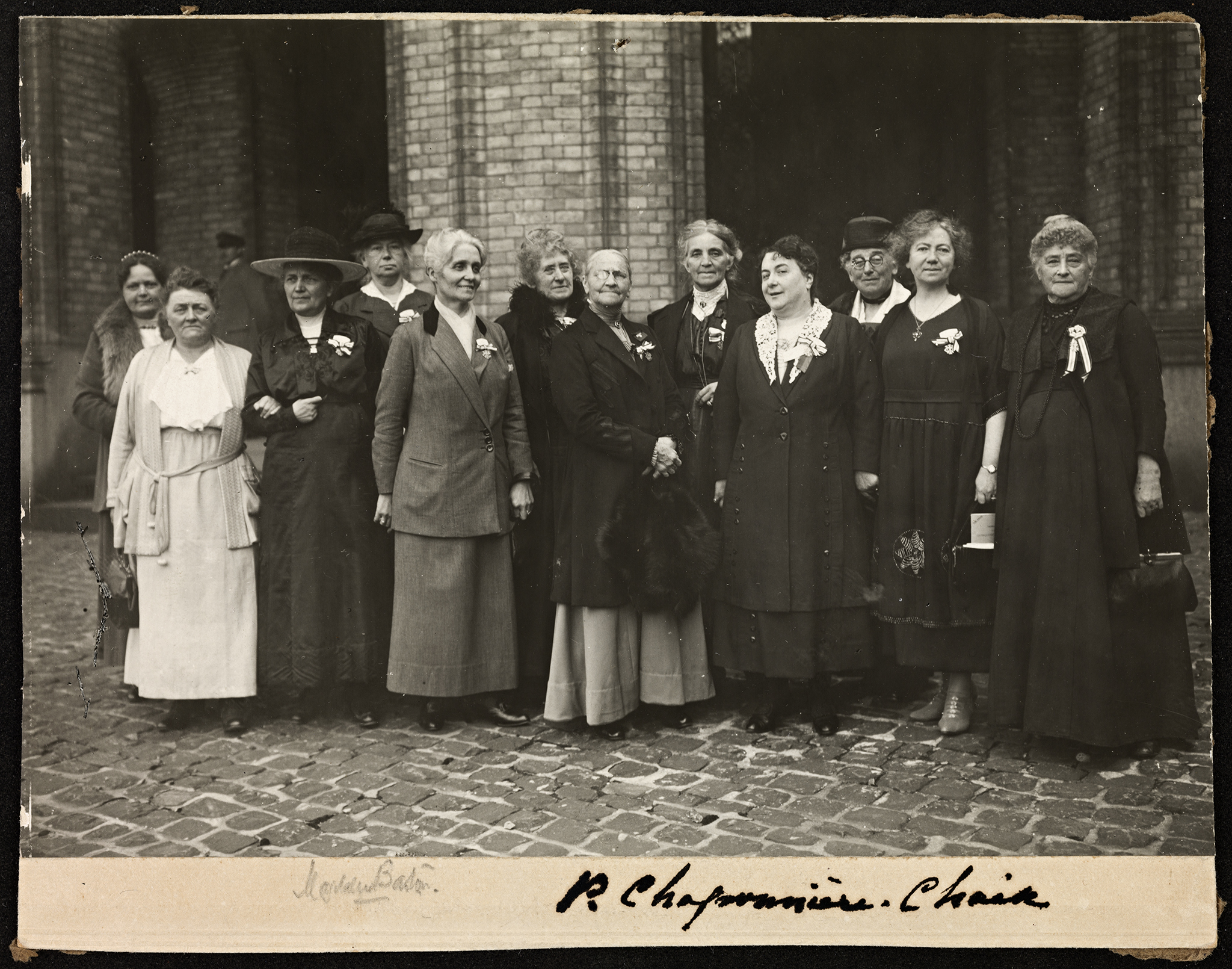
Pauline Chaponnière-Chaix presidente del CTF 1920-1922

### Actividad en la Cruz Roja Internacional
En 1922 Pauline Chaponnière-Chaix se convirtió en la primera mujer en integrar el Comité internacional de la Cruz Roja y en el período 1930-1932 fue su vicepresidente.
Pauline Chaponnière-Chaix «fue una de las pocas mujeres que figuró en vida en el Diccionario histórico y biográfico de Suiza (1924). No obstante su compromiso, su inquebrantable fe cristiana y el enorme trabajo realizado a lo largo de su vida, siempre llevó una buena vida, disfrutando de la buena comida y los buenos vinos».

## Homenajes
En 2019, la asociación Escouade hizo colocar en Ginebra placas de calle en el marco de la iniciativa 100Ellas; así, la Plaza del Molard recibió transitoriamente el nombre de Plaza Pauline Chaponnière-Chaix.